# 31 juillet 2011
Le dimanche 31 juillet 2011 est le 212e jour de l'année 2011.

## Décès
- Andrea Pazzagli (né le 18 janvier 1960), footballeur italien
- Jean-Claude Asphe (né le 15 juillet 1937), homme politique français
- Ted Gunderson (né le 7 novembre 1928)), agent du FBI

## Autres événements
- Massacre de Kachgar des 30 et 31 juillet 2011
- Fermeture de la Base aérienne 160 Dakar-Ouakam
- Début de la Tempête tropicale Emily (2011)
- Effondrement de l'Autoroute 720 (Québec)

- Ouverture du stade Swissporarena
- Fin des Championnats du monde de BMX 2011
- Fin des Championnats d'Europe de cyclisme sur piste juniors et espoirs 2011
- Fin de l'Emirates Cup 2011
- Fin du Tournoi de tennis de Washington (WTA 2011)
- Fin du Tournoi de tennis de Stanford (WTA 2011)
- Fin des Championnats du monde de natation 2011
- Fin du Championnat d'Europe de football féminin des moins de 17 ans 2011
- Fin du Championnat de Gambie de football 2011
- Grand Prix automobile de Hongrie 2011
- Polynormande 2011
- Course en ligne de l'Open de Suède Vårgårda 2011

- Sortie de la série Against the Wall
- Fin de la 7e édition des Rencontres cinématographiques de Hergla